# كرنفيلد (بيدفوردشير)
كرنفيلد (بالإنجليزية: Cranfield)‏ هي قرية وأبرشية مدنية تقع في المملكة المتحدة في بيدفوردشير. يقدر عدد سكانها بـ 4,909 نسمة .

## أعلام
- بيتر تايلور